# لعق الفرج
لعق الفرج(مرادفات) هو ممارسة جنسية فموية تجري بأن يلعق الشريك الأعضاء التناسلية لأنثى معينة أو يلحسها وبخاصة البظر وباقي أجزاء الفرج أو المهبل. يُعتبر البظر الجزء الأكثر حساسية جنسيًا مقارنةً بباقي الأعضاء المكونة للمنطقة التناسلية للإناث؛ وقد يؤدي تحفيزه إلى الإثارة أو حتى الوصول لهزة الجماع.
يُمكِن أن يكون اللعق مثيرًا جنسيًا للمشاركين في العملية كما يعد نوعًا من المداعبة التي تزيد من الإثارة الجنسية قبل الدخول في النشاط الفعلي الذي يشترط حصول إيلاج على غرار الجماع المهبلي أو الشرجي. يدخل اللعق أيضًا ضمن ما يُعرف بالحميمية الجسدية، ومثله مثل معظم أشكال النشاط الجنسي؛ قد يكون الجنس الفموي خطرًا من الناحية الصحية حيث قد يتسبب في انتشار الأمراض المنقولة جنسيًا ومع ذلك فإن خطر انتقال هذه الأمراض فمويًا –وخاصةً فيروس العوز المناعي البشري– يبقى قليلًا عند المقارنة بالجنس المهبلي أو الشرجي.
غالبًا ما يُنظر إلى الجنس بالفم – بما في ذلك اللعق – على أنه من المحظورات، ومع ذلك فإن معظم البلدان لم تشرع قوانين تحظر هذه الممارسة. من المعروف أن اللعق لا يؤثر على عذرية أي من الشريكين حينما يجري بين جنسين مختلفين في حين أن السحاقيات يعدُنّ ممارسته شكلًا من أشكال فقدان العذرية. الجدير بالذكر هنا أن بعض الأشخاص قد لا يتقبلون اللعق أو لا يطيقونه بينما يحسس آخرون بمشاعر سلبية في حالة ممارسته فضلًا عن وجود آخرين يرفضون الانخراط فيه من الأساس.

## الأسماء
مرادفات: ومن أسماء لعق الفرج: التّبظير أو لعق البظر أو لحس الفرج أو لحس البظر أو المُفاممة

## الممارسة

### الحالة العامة
تُشير الإحصاءات العامة إلى أن 70-80% من النساء يحتجن لتحفيز البظر وذلك للوصول للنشوة الجنسية. تُشير أبحاث عالمة التربية الجنسية والنسوية الأمريكية الألمانية شير هايت حول النشاط الجنسي للإناث إلى أن النشوة الجنسية لمعظم النساء تتحقق بسهولة باللعق واللحس وذلك بسبب التحفيز المباشر للبظر بما في ذلك تحفيز الأجزاء الخارجية الأخرى من الفرج والتي ترتبط جسديًا بالبظر.
أثناء هذا النشاط الجنسي؛ قد تقوم الأنثى بفتح الشفرين الصغيرين عبر أصابعها لتمكين اللسان من الدخول عميقًا وتحفيز البظر تحفيزًا أفضل وقد تقوم الأنثى بفصل ساقيها من أجل فتح الفرج والوصول للبظر باللسان. توصي بعض أدلة الجنس ببدء التحفيز اللطيف وهو التحفيز الذي لا يركز على الشفرين والمنطقة التناسلية بالكامل كما يُمكن استخدام طرف اللسان أو جانبه السفلي وكذلك الأنف والذقن والأسنان والشفتين عند الممارسة. يُمكن أن تكون الحركات بطيئة أو سريعة، منتظمة أو غير منتظمة، صلبة أو ناعمة وذلك وفقًا لتفضيلات المشاركين كما يمكن إدخال اللسان في المهبل وتثبيته أو تحريكه حسب الرغبة أيضًا.
قد يُصاحب اللحس إقحام الأصبع في المهبل أو الشرج أو حتى استخدام لعبة جنسية قد يكون الهدف منها تحفيز بقعة جي. على جانبٍ آخر؛ تُعتبر النظافة الشخصية للمرأة مهمة قبل ممارسة هذا النشاط الجنسي وذلك لأن سوء النظافة قد يتسببب في انبعاث روائح كريهة فضلًا عن تراكم العرق أو حتى نقط من البول أو دم الحيض ما قد يُزعج الشريك. يُمكن لبعض النساء أيضًا تجربة اللعق أو اللحس دون الحاجة لشريكٍ وذلك عبر لعق منطقتها التناسلية بنفسها؛ ولكن هذا يحتاج إلى جسمٍ يتمتع بدرجة عالية من المرونة.

### حالات خاصَّة
عددُ الوضعيات التي تُساعد عند ممارسة الجنس الفموي وبخاصة اللعق لا حصر له. هذه بعض الوضعيات المشهورة مع شرحٍ بسيط لكل واحدة:
- الوضع الكلابي: وفيه تجلس المرأة في «وضعية الكلب» بينما يقوم شريكها بممارسة الجنس عن طريق الفم من الخلف أو من الأسفل.
- الجلوس على الوجه: وفيه تقوم المرأة بالجلوس على أو فوق وجه شريكها ما يمكّنها من التحكم في حركات جسدها كما يمكنها توجيه شريكها وتحفيزه أيضًا.
- تستلقي المرأة على ظهرها –فوق طاولة أو فوق السرير أو حتّى فوق سطح الأرض– ثم تفتح ساقيها أو تسحبهما حتى صدرها أو تضعهما على أكتاف شريكها.
- وضعية 69: وفيها تقوم المرأة بلعق قضيب شريكها ويقوم هو الآخر بلحس مهبلها بشكلٍ عكسي.
- وقوف المرأة بشكلٍ عادي مع شرط توسيع ساقيها لتمكين شريكها من تحت من الوصول لبظرها وباقي المناطق الحساسة.
- جلوس المرأة مباشرةً فوق وجه شريكها مع ثني ركبتيها للخلف قليلًا لتمكينه ومع ذلك تبدو هذه الوضعية صعبة نوعًا ما بالنظر إلى عدم تمكّن الشريك من الوصول لكامل مناطق الشريكة.

## الجوانب الصحيّة

### الأمراض المنقولة جنسيًا
يُمكن أن ينتقل عددٌ من الأمراض المنقولة جنسيًا بالممارسة الجنسية الفموي بما في ذلك داء المتدثرات، فيروس الورم الحليمي البشري، السيلان، فيروس الهربس البسيط وحتى الالتهاب الكبدي وغيرهم. إن أي تبادل جنسي للسوائل الجسدية عمومًا مع شخص مصاب بفيروس نقص المناعة البشرية –وهو الفيروس الذي يُسبب الإيدز– قد يشكل خطر الإصابة بهذا الفيروس ومع ذلك فإن خطر الإصابة بالعدوى يُعتبر أقل بالنسبة لممارسة الجنس الفموي مقارنةً بالجنس المهبلي أو الشرجي.
من المعروف أن خطر الإصابة بالأمراض المنقولة بالاتصال الجنسي قد يتزايد في حالة ما إذا أُصيبت الشريكة بجروحٍ في أعضائها التناسلية أو إذا ما أُصيب الشريك/ة بجروحٍ أو قرحٍ مفتوحة على مستوى الفم أو أُصيب بنزيف اللثة. إن غسل الأسنان بالفرشاة أو الخضوع لتقويم أسنان قبل فترة قصيرة من أو بعد اللحس يمكن أن يزيد أيضًا من خطر انتقال العدوى؛ لأن كل هذه الأنشطة قد تُسبب خدوشًا صغيرة في بطانة الفم. هذه الجروح وحتى لو كانت مجهرية تزيد من فرص الإصابة بالأمراض المنقولة جنسيًا والتي يمكن أن تنتقل فمويًا في ظل هذه الظروف. يُمكن أن يؤدي هذا الاتصال أيضًا إلى مزيد من الإصابات الدنيوية بعددٍ من البكتيريا الشائعة والفيروسات الموجودة في المناطق التناسلية وحولها. نظرًا للعوامل المذكورة أعلاه؛ ينصح الأطباء باستخدام طرق فعالة عند ممارسة اللعق مع شريكٍ يُحتمل أنه مريض أو يُعاني من أمرٍ ما قد يوفر بيئة ممتازة للأمراض بما فيها تلك التي تُنقل جنسيًا. يُعتبر اللحس أثناء الحيض أمرًا شديد الخطورة على الشريك لأن دم الحيض قد يكون مليئًا بفيروسات تُسبب بعض الأمراض على غِرار التهاب الكبد (ب).

### فيروس الورم الحليمي البشري وسرطان الفم
أُبلغ عن وجود روابط بين ممارسة الجنس الفموي وسرطان الفم مع المصابين بفيروس الورم الحليمي البشري. اقترحت دراسة بحثية أُجريت عام 2005 أن ممارسة الجنس الفموي دون وقاية مع شخصٍ مصابٍ بفيروس الورم الحليمي البشري قد يزيد من خطر الإصابة بسرطان الفم. وجدت دراسة أخرى أُجريت عام 2007 وجود علاقة بين ممارسة الجنس الفموي وسرطان الحلق، ويُعتقد أن هذا يرجع إلى انتقال فيروس الورم الحليمي البشري وهو فيروسٌ متورط في غالبية سرطانات عنق الرحم. خلصت الدراسة إلى أن الأشخاص الذين مارسوا الجنس الفموي مع واحدٍ حتى خمسة شركاء في حياتهم قد تعرضوا لمضاعفة خطر الإصابة بسرطان الحنجرة مقارنةً بأولئك الذين لم يشاركوا في هذا النشاط أبدًا وأن الذين لديهم أكثر من خمسة شركاء في الجنس الفموي زاد لديهم خطر الإصابة بنسبة 250٪؜.

### لجام اللسان
يُعد الجانب السفلي من اللسان عرضة للتقرح بسبب الاحتكاك المتكرر أثناء النشاط الجنسي. يدوم هذا النوع من التقرحات ما بين 7 حتى 10 أيام ولكنه قد يتكرر من مدةٍ لأخرى ما قد يتسبب في تقرحٍ مزمنٍ على مستوى نفس المنطقة والذي قد يؤدي بدوره إلى الفرط التنسجي.

## وجهات النظر

### الثقافية
تتراوح الآراء الثقافية فيما يخصّ موضوع اللعق بينَ النفور حتّى التقدير، فعلى سبيلِ المثال لا الحصر يُعدّ اللحس من التابوهات أو المحرمات في ثقافات العديدِ من المجتمعات بينما تُعتبر نفس الممارسة «شيئًا مقدسًا» في الطاوية كممارسة مُرضية روحيًا يُعتقد أنها تعزز طول العمر. يُمارَس الجنس الفموي على نطاقٍ واسعٍ بين المراهقين والكبار في الثقافة الغربية الحديثة، فيما تَعتبر قوانين بعض الولايات القضائية أن اللحس بمثابة إيلاج في بعضِ الحالات لكنَّ معظم الدول لم تُشرِّع أو تَسُنَّ قوانين تحظر هذه الممارسة على عكسِ الجنس الشرجي أو ممارسة الجنس خارج نطاق الزواج.
يعطي الناس أسبابًا مختلفة لتبريرِ ممارستهم لللعق أو رفضه بالأساس حيثُ يعد البعض أن اللحس وأشكال أخرى من الجنس الفموي غير طبيعية لأن هذه الممارسات لا تؤدي إلى التكاثر، بينما يقولُ آخرون أن اللحس شيء «نجسٌ» أو حتى «مُهين». على الرغمِ من الاعتقاد السائد أن الممارسات الجنسية المثلية تنطوي على اللحس لجميعِ النساء اللاتي يمارسنَ الجنس مع النساء إلا أن بعض المثليات يكرهنَ فعلًا اللعق بسببِ عدم إعجابهنَّ بالتجربة أو بسبب عوامل نفسية أو اجتماعية أخرى. تَعتقد الكثير من المثليات أنه لمنَ ضروري أن يعرف يتمَّ التعريفُ بالنشاطات الجنسية السحاقيات من أجل تفادي ومحاربة «الأفكار المغلوطة».
يُستخدم الجنس الفموي وسيلةً للحفاظ على العذرية في صفوف المراهقين والمراهقات بالإضافة إلى الجنس الشرجي، الاستمناء المتبادل وغير ذلك من الممارسات الجنسية الخارجية. على النقيض من ذلك؛ عادةً ما تُعتبر السحاقية أو المثلية «فاقدةً لعذريتها» حينما تُمارس جنسًا فمويًا مع شريكتها على الرغم من أن تعريفات فقدان العذرية تختلف بين السحاقيات أنفسهنّ.

### الدينيّة

#### في الإسلام
يحظرُ الإسلام ممارسة الجنس الشرجي كما يُحرّم جماع الزوج لزوجته خِلال دورتها الشهرية؛ لكنّه لا يفعلُ المثل مع الجنس الفموي بما في ذلك اللعق ومص القضيب حيثُ لم يرد أي نصٍ صريحٍ في القرآن أو السنة النبوية ينصُّ بوضوحٍ على شرعيّة المُمارسة أو تحريمها ويبقى الأمر موضوع خِلافٍ بين علماء الحديث فمنهم من يرى أنّه غير مقبول بسببِ «نجاسة المهبل» في إشارة للسوائل التي يُفرزها، ويرى منهم أنّه مباحٌ بدليل عدم وجود أيّ نص يحظرُ هذهِ الممارسة مستعينين في ذلك بالآية رقم 223 من سورة البقرة والتي تقول ﴿نِسَاؤُكُمْ حَرْثٌ لَكُمْ فَأْتُوا حَرْثَكُمْ أَنَّى شِئْتُمْ وَقَدِّمُوا لِأَنْفُسِكُمْ وَاتَّقُوا اللَّهَ وَاعْلَمُوا أَنَّكُمْ مُلَاقُوهُ وَبَشِّرِ الْمُؤْمِنِينَ ۝٢٢٣﴾ [البقرة:223].

#### في الطاوية
يُعطى اللحس مكانًا موقرًا في الطاوية؛ وذلك للاعتقاد السائد بأنَّ هذه الممارسة تُحقِّق طول العمر بمنع فقدان السائل المنوي والسوائل المهبلية وغيرها من السوائل الجسدية والتي يُعتقد أن ضياعها يؤدي إلى فقدانٍ حيوي مماثل. عادةً ما يُحافظُ الطائيون على هذه السوائل بالاحتفاظ بها في مكانٍ آمنٍ أو بلعها سواءً أكانت إفرازات ذكرية أو أنثوية.